# Cerkiew Świętych Borysa i Gleba w Petersburgu
Cerkiew Świętych Borysa i Gleba w Petersburgu – prawosławna cerkiew w Petersburgu, zbudowana w latach 1869–1882, w 1934 odebrana Rosyjskiemu Kościołowi Prawosławnemu i w 1975 zburzona.
Cerkiew została wzniesiona w latach 1869–1882 w stylu bizantyjsko-rosyjskim, według projektu Michaiła Szurupowa. Fundatorami budowy byli kupcy z giełdy kałasznikowskiej, pragnący upamiętnić ocalenie Aleksandra II z zamachu zorganizowanego przez Dmitrija Karakozowa.
Zachodni portal cerkwi został ukształtowany w formie neoromańskiego łuku. Ponad centrum nawy znajduje się obszerny bęben, nad którym umieszczono dach namiotowy. Bęben zdobiły płaskorzeźby z postaciami apostołów. W narożnikach budynku znajdowały się cztery niższe wieże, z czego dwie pełniły funkcje dzwonnic. Ikonostas cerkwi wykonał Wasilij Szutow. Ikony pozostające na wyposażeniu świątyni napisali W. Wasliljew i W. Pieszechonow.
W świątyni funkcjonowały cztery ołtarze: oprócz głównego boczne pod wezwaniem Fiodorowskiej Ikony Matki Bożej oraz św. Aleksandra Świrskiego. W 1920 powstała również dolna cerkiew św. św. Sergiusza i Hermana z Wałaamu.
W 1934 cerkiew została zlikwidowana i zamieniona na magazyn, zaś w 1975 rozebrana.